# Sân bay Olyokminsk
Sân bay Olyokminsk (IATA: OLZ, ICAO: UEMO) là một sân bay ở Olyokminsk, Cộng hòa Sakha, Nga.

## Hãng hàng không và điểm đến
| Hãng hàng không  | Các điểm đến |
| ---------------- | ------------ |
| Angara Airlines  | Irkutsk      |
| Polar Airlines   | Yakutsk      |
| Yakutia Airlines | Yakutsk      |

## Thống kê
Nguồn: